# Подвесной парус
Подвесно́й па́рус (парус Катайнена) — вспомогательное парусное вооружение для небольших лодок. Устанавливается на транце на месте подвесного мотора.
Разработан финским конструктором Антеро Катайненом.

## Особенности конструкции
Парус Катайнена — шпринтовое парусное вооружение, использующее парус от швертбота «Оптимист» площадью 3,5 m². Рангоут из алюминиевых труб закреплен на струбцине для установки на транец. К нижней части струбцины крепится руль, одновременно выполняющий функцию киля.
Для уменьшения опасности опрокидывания лодки снабжен резиновым амортизаторным шнуром, натянутым вдоль гика, который смягчает рывки паруса при поворотах через фордевинд и порывах ветра. Кроме того, предусмотрен способ быстрого уменьшения парусности путём сбрасывания шпринтова c оттяжки.
Центровка парусного вооружения производится регулировкой наклона мачты.
Конструкция имеет малый вес, легко устанавливается на любую гребную лодку, имеющую транец. Поскольку всё вооружение вынесено из корпуса назад за транец, подвесной парус не занимает места в лодке.

## Характеристики
Парус позволяет вести лодку достаточно круто к ветру. При ветре более 2 баллов лодка с подвесным парусом опережает лодку, идущую на веслах. При правильной регулировке парусного вооружения лодка хорошо держит курс.
Парусное вооружение подобного типа производилось в СССР на Тюменском моторном заводе имени 50-летия СССР. Кроме того, для установки на мотолодки «Казанка» выпускался вариант с увеличенной до 5,2 m² площадью паруса.
В настоящее время в России производится аналогичный по конструкции подвесной парус «Velum Cygnus −1».